# Група 3 періодичної системи елементів
| H  |    |    |    |    |    |    |    |    |    |    |    |     |    |     |     |     | He  |  |
| Li | Be |    |    |    |    |    |    |    |    |    |    | B   | C  | N   | O   | F   | Ne  |  |
| Na | Mg |    |    |    |    |    |    |    |    |    |    | Al  | Si | P   | S   | Cl  | Ar  |  |
| K  | Ca | Sc | Ti | V  | Cr | Mn | Fe | Co | Ni | Cu | Zn | Ga  | Ge | As  | Se  | Br  | Kr  |  |
| Rb | Sr | Y  | Zr | Nb | Mo | Tc | Ru | Rh | Pd | Ag | Cd | In  | Sn | Sb  | Te  | I   | Xe  |  |
| Cs | Ba | *  | Hf | Ta | W  | Re | Os | Ir | Pt | Au | Hg | Tl  | Pb | Bi  | Po  | At  | Rn  |  |
| Fr | Ra | ** | Rf | Db | Sg | Bh | Hs | Mt | Ds | Rg | Cn | Uut | Fl | Uup | Uuh | Uus | Uuo |  |
| -- | -- | -- | -- | -- | -- | -- | -- | -- | -- | -- | -- | --- | -- | --- | --- | --- | --- |  |
|    |    |    |    |    |    |    |    |    |    |    |    |     |    |     |     |     |     |  |
|    |    | *  | La | Ce | Pr | Nd | Pm | Sm | Eu | Gd | Tb | Dy  | Ho | Er  | Tm  | Yb  | Lu  |  |
|    |    | ** | Ac | Th | Pa | U  | Np | Pu | Am | Cm | Bk | Cf  | Es | Fm  | Md  | No  | Lr  |  |

| Група 3 періодичної таблиці |

Група 3 періодичної системи елементів — група хімічних елементів, до яких належать Скандій (Sc) та Ітрій (Y), а також, в залежності від підходу деякі або всі лантаноїди та актиноїди. IUPAC точно склад групи не визначає. Відповідні клітинки в періодичній таблиці заповнені астерисками, а лантаноїди та актиноїди винесені в окремі рядки. За старою класифікацією цю групу називали побічною підгрупою III групи, або підгрупою скандію.
Існують різні трактування лантаноїдів та актиноїдів щодо їх приналежності до групи 3: a) — не включати їх, б) — включати їх усіх, в) — включати тільки перші елементи із відповідних рядків: Лантан й Актиній, г) — включати тільки останні елементи із відповідних рядків: Лютецій та Лоуренсій.

## Хімічні властивості
Для елементів групи властива присутність одного d-електрона на передостанній електронній оболонці. Для лантаноїдів та актиноїдів поступово починає заповнюватися f-підоболонка. Винятком є Лоуренсій, у якому замість d-підоболонки одним електроном заповнена 7p підоболонка внаслідок релятивістського ефекту.
Елементи групи мають високу хімічну активність, блоковану утворенням оксидних плівок на поверхні. Вони тугоплавкі метали. У хімічних сполуках вони здебільшого мають ступінь окиснення +3, хоча відомі деякі сполуки з меншим ступенем окиснення. Оксиди елементів групи зазвичай мають основні властивості, але оксид скандію амфотерний.

## Галерея

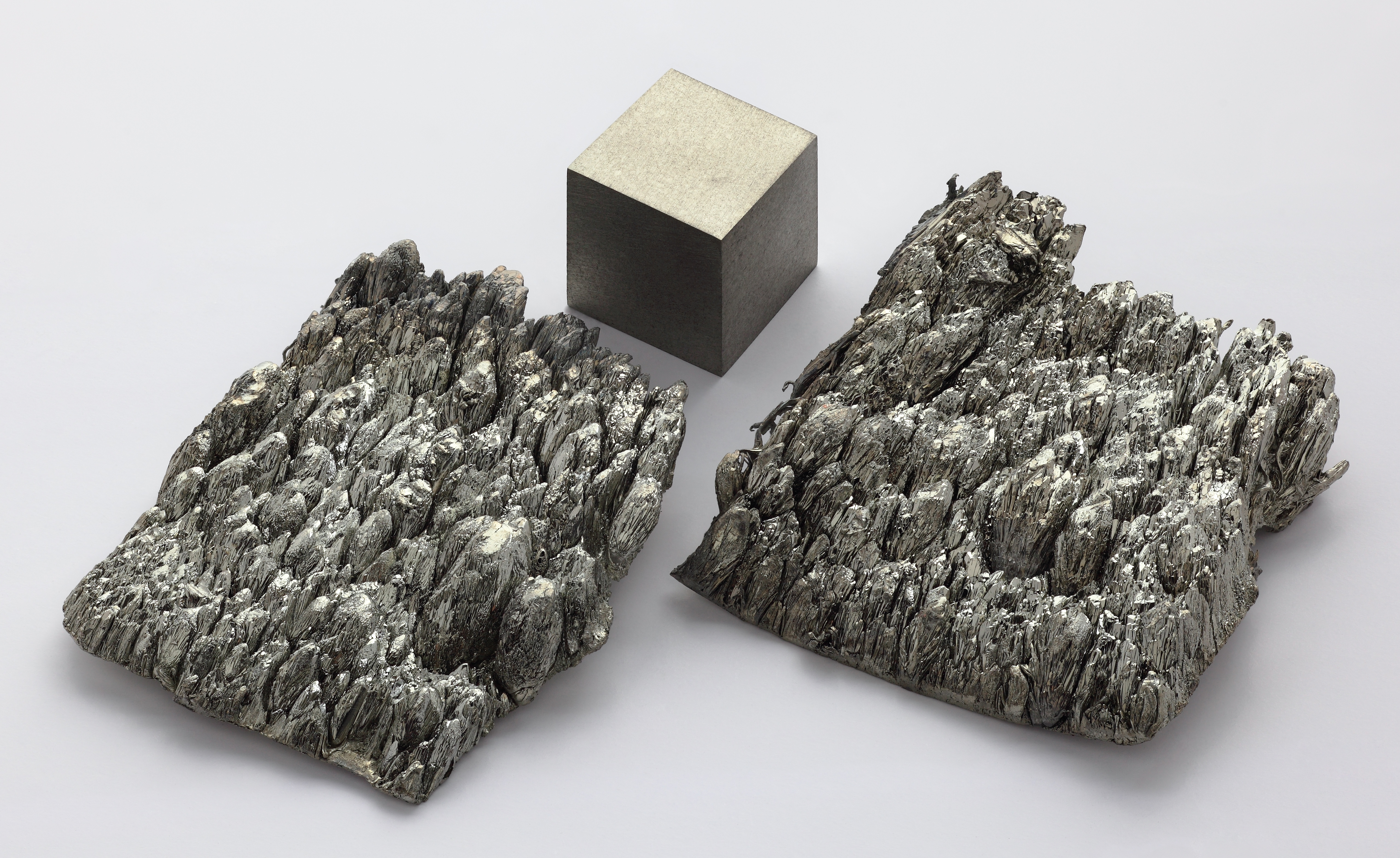
Скандій
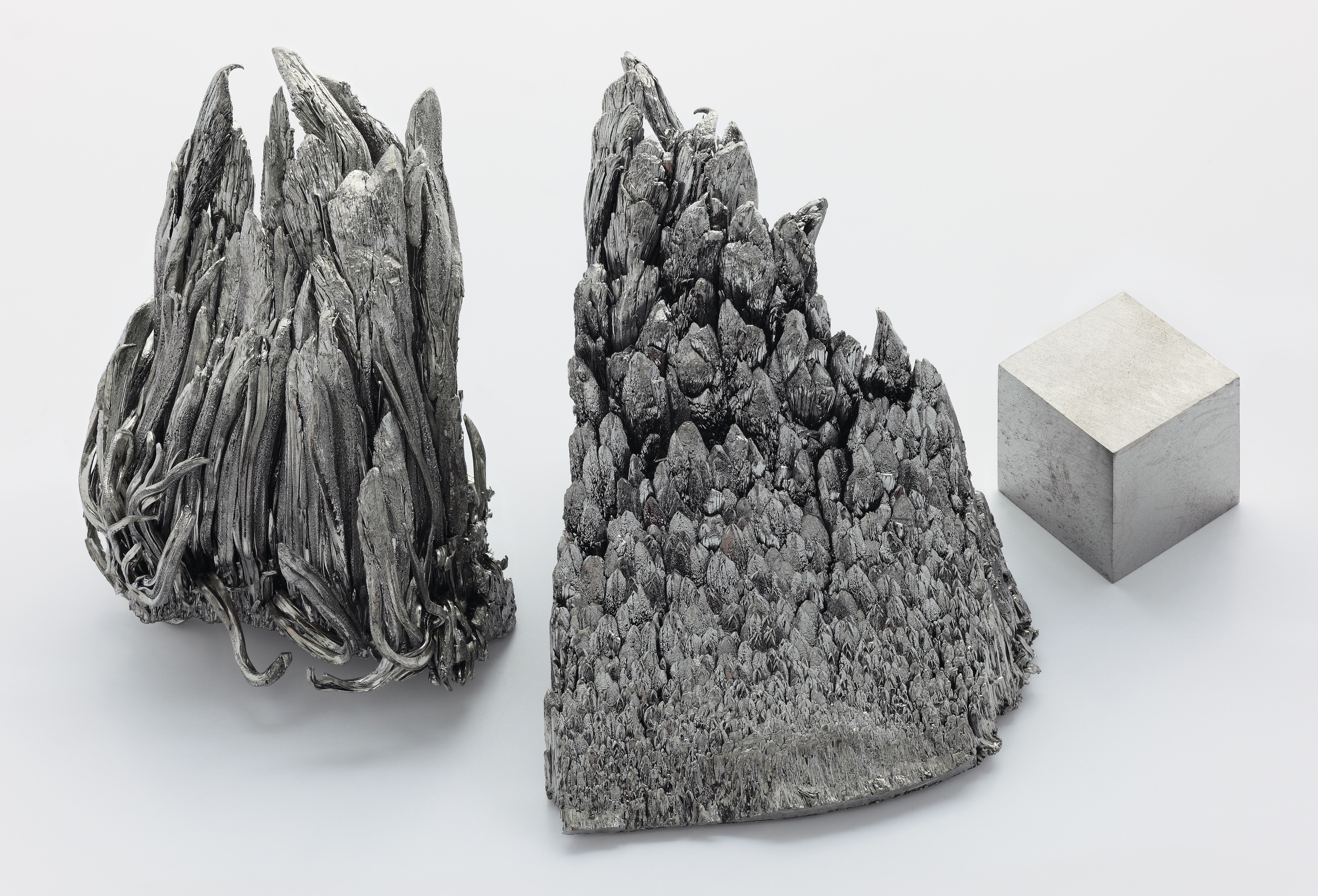
Ітрій

## Виноски
1. ↑  Eliav, E.; Kaldor U.; Ishikawa Y. (1995). Transition energies of ytterbium, lutetium, and lawrencium by the relativistic coupled-cluster method. Phys. Rev. A. 52: 291—296. Bibcode:1995PhRvA..52..291E. doi:10.1103/PhysRevA.52.291.
2. ↑  Zou, Yu; Froese Fischer C. (2002). Resonance Transition Energies and Oscillator Strengths in Lutetium and Lawrencium. Phys. Rev. Lett. 88 (18): 183001. Bibcode:2002PhRvL..88b3001M. doi:10.1103/PhysRevLett.88.023001. PMID 12005680.
3. ↑  Cotton, S. A. (1994). Scandium, Yttrium and the Lanthanides: Inorganic and Coordination Chemistry. Encyclopedia of Inorganic Chemistry. John Wiley & Sons. ISBN 0-471-93620-0.